# Timofiej Miedkow
Timofiej Antonowicz Miedkow, ros. Тимофей Антонович Медков (ur. 3 maja 1900 w chutorze Miełowatskij w obwodzie dońskim, zm. w 1991 w Paryżu) – wojskowy kozacki Wojska Polskiego podczas wojny polsko-bolszewickiej 1920 roku, emigracyjny działacz kombatancki i społeczno-kulturalny.
Ukończył gimnazjum w Boguczarze. Brał udział w wojnie domowej w Rosji. Wiosną 1918 roku uczestniczył w kozackim powstaniu antybolszewickim w okręgu wierchniedońskim. Następnie służył w 11 Dońskim Pułku Kozackim Armii Dońskiej. Trzykrotnie był ranny. Doszedł do stopnia chorążego. Na początku 1920 roku, po klęsce wojsk Białych pod Noworosyjskiem, trafił do niewoli, po czym zmobilizowano go do wojsk bolszewickich. Podczas walk na Froncie Zachodnim wraz z pozostałymi Kozakami macierzystej brygady jazdy przeszedł na stronę Polaków. Następnie walczył po ich stronie w oddziałach kozackich. Do 1926 roku mieszkał w Polsce. Następnie wyjechał do Francji, gdzie działał w Ruchu Wolnokozackim. Pod koniec lat 40. uczestniczył w kongresie Narodowego Związku Kombatantów, a także zjeździe Ukraińskich Oficerów – Kombatantów. Od 1949 roku pełnił funkcję sekretarza kierownictwa Stowarzyszenia Kozaków – Kombatantów. W 1951 roku został sekretarzem redakcji pisma „Kazak”. W latach 50. działał w komisji finansowej Kozackiego Funduszu Narodowego. W 1958 roku wybrano go atamanem okręgowym na okręgowym zjeździe kozackim. Na przełomie lat 50. i 60. współorganizował Dni Kozackiej Prasy Narodowej. Występował z wykładami na tematy kozackie.